# Pa-wu

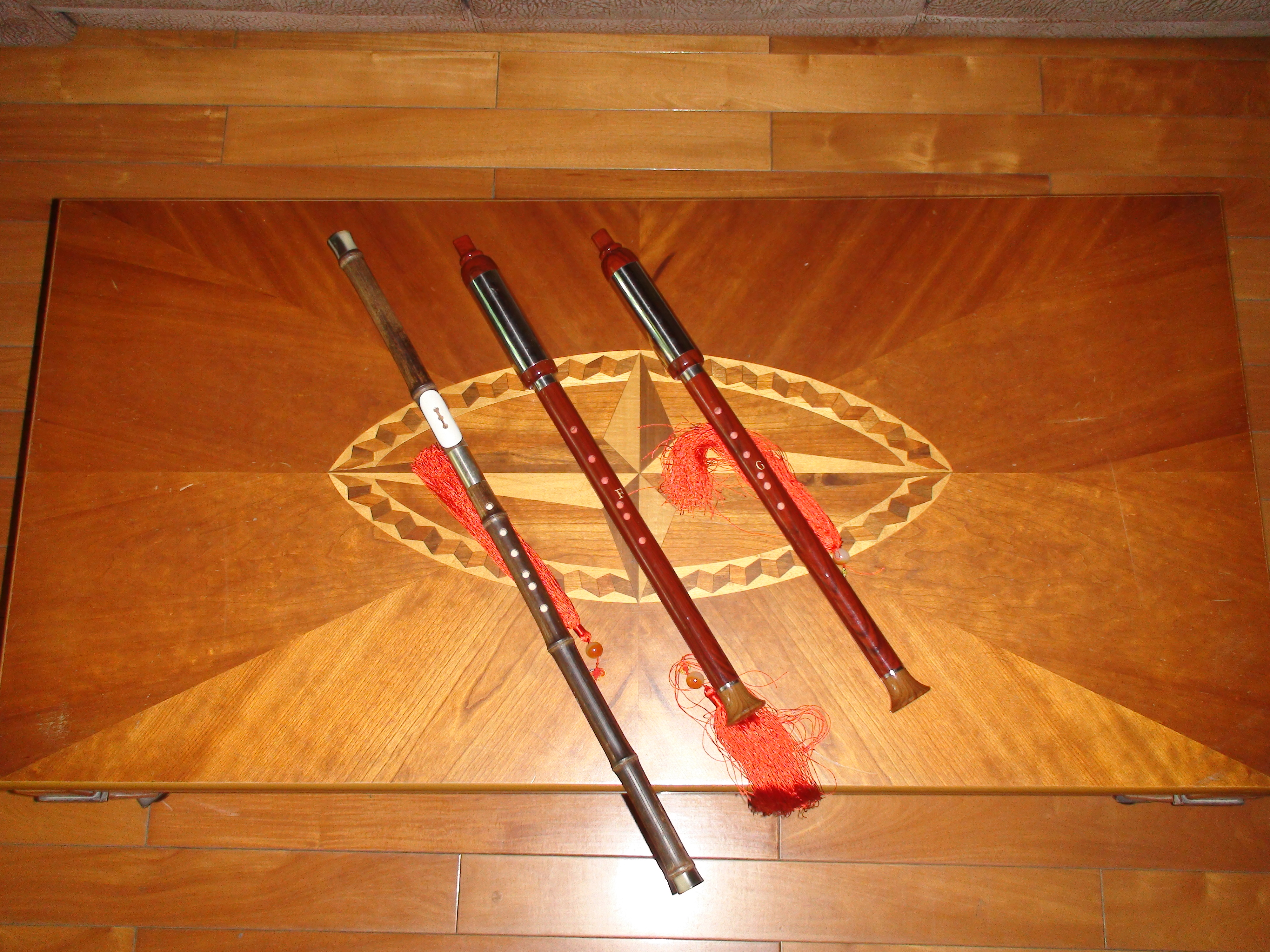
Pa-wu

Pa-wu (čínsky pchin-jinem bāwū, znaky zjednodušené 巴乌, tradiční 巴烏) je čínský dechový nástroj. Pa-wu patří mezi tradiční lidové hudební nástroje jihočínských menšin jako jsou Tajové, Chaniové, Waové, Blangové, Miaové a Iové. Nejčastěji tento nástroj můžeme nalézt v povodí Rudé řeky, v Jü-si, S’-mao, Lin-cchangu, Te-chungu a v oblastech jižní provincie Jün-nan. Vzhledem pa-wu připomíná flétnu, ale na rozdíl od flétny se jedná o plátkový nástroj.

## Popis
Tradiční čínský dechový nástroj pa-wu má svůj původ v Jün-nanu. Pa-wu má tvar flétny a hraje se na něj podobně jako na příčnou flétnu. V horní části bambusové trubky se nachází náústek. Dále je zde obdélníkový otvor, vyřezaný v horní části trubky, který obsahuje tenký pruh kovu. Tento pruh má tvar úzkého, dlouhého trojúhelníku. Když se na přístroj začne hrát, trojúhelník se uvnitř rozpohybuje. Uvedením trojúhelníku do pohybu vznikají vibrace, které vytvářejí zvuk. Pa-wu má obvykle sedm, a někdy i osm otvorů, sloužících ke hře. Jeho zvuk je podobný klarinetu.
Od roku 1950 muzikanti tento hudební nástroj vylepšují tak, aby bylo možné ho použít i k provedení komponovaných děl, ve kterých pak zvuk pa-wu představuje menšinovou identitu.
Existuje samozřejmě více druhů této čínské flétny. Například etnická menšina Iovů má dva typy pa-wu. Na jednu se hraje vertikálně a na druhou horizontálně. Dalším příkladem je dvojité pa-wu obsahující dvě trubice, do kterých proudí vzduch. Zvuk tohoto druhu flétny se od typického pa-wu liší zejména svou hlasitostí a jasností tónu.

## Legendy

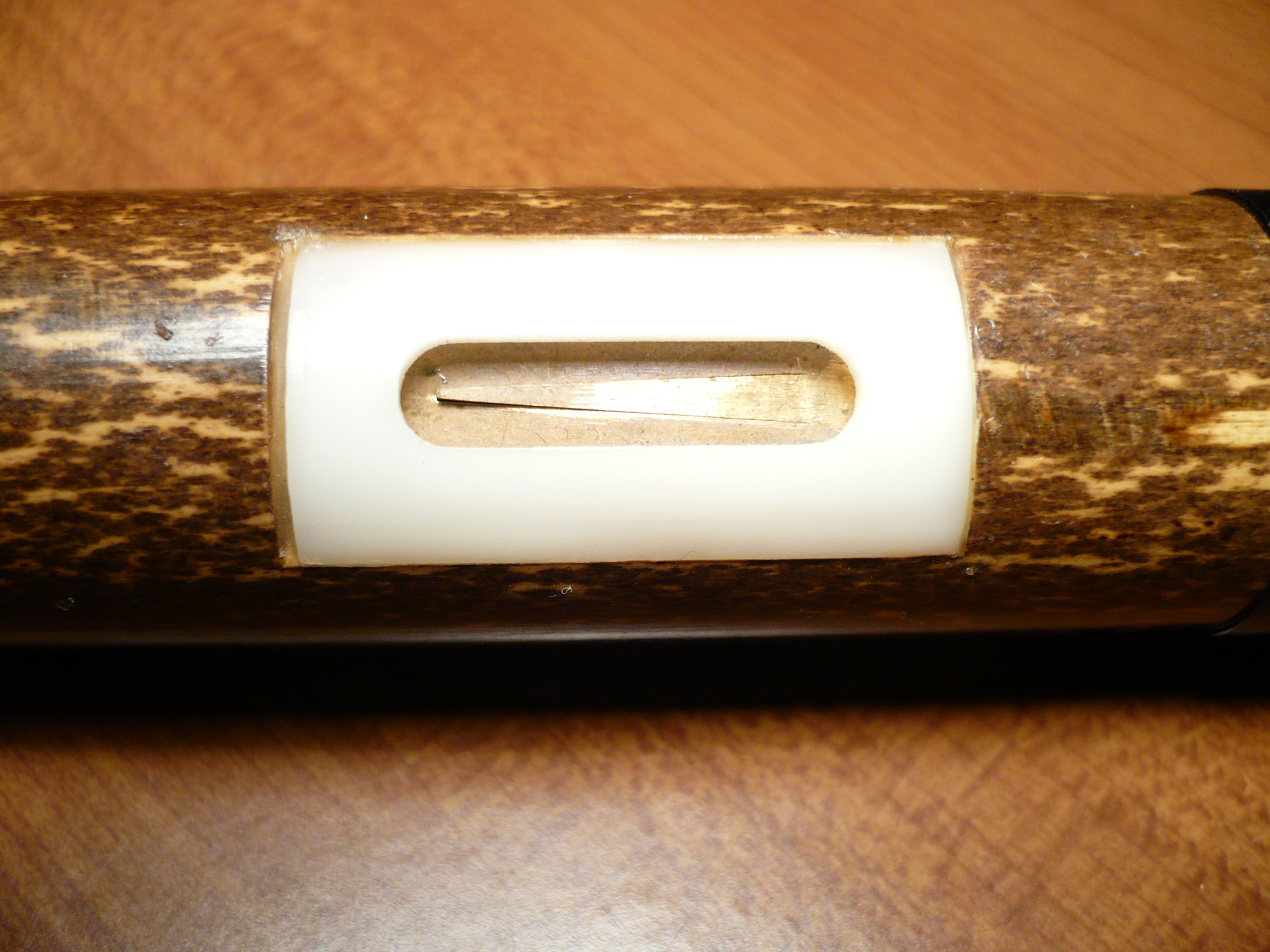

O vzniku pa-wu jsourůzné legendy. Etnická menšina Chaniů má legendu, která vypráví příběh nevinné, krásné a laskavé dívky Mej-wu. Před mnoha lety v horské oblasti Aj-lao na jihu Rudé řeky se Mej-wu pocházející z etnické menšiny Chaniů zamilovala do pohledného, statečného a pracovitého mládence Pa-čchunga. Přísahali si, že se nikdy neodloučí, ale naneštěstí se o jejich slibu dozvěděl chamtivý ďábel z hor. Sešel tedy z hor a dívku odnesl a nutil ji stát se jeho manželkou. I přes veškerou ďáblovu snahu zůstala dívka věrná své lásce a k ďáblovi nepromluvila ani jediným slůvkem. Ďábel se cítil zahanben a ve vzteku jí vyřízl jazyk a vyhnal ji do hor. Dívce chyběl její milý a celé dny se toulala po horách. Dívku každý den doprovázel nesmrtelný pták, který nesl v zobáku její uříznutý jazyk. Ptáček jí radil, aby svůj jazyk vložila do bambusové trubky, že jí to pomůže znovu mluvit. Dívka ho poslechla a jazyk do bambusové trubky vložila. Poté do ní foukla a trubka začala vyluzovat nádhernou hudbu, v níž dívka vyjadřovala svou touhu setkat se se svým milým a zároveň si stěžovala na ďábla. Hudba se donesla až k mládenci a dovedla ho za jeho milou. Lidé použili spojení jejich dvou jmen k pojmenování tohoto bambusového nástroje, a tak vznikl název „pa-wu“.
Mezi lidmi Niesu z etnické menšiny Iovů koluje jiná legenda. Ta vypráví o hluchoněmém chlapci, jehož matka zemřela. Chlapec truchlil, ale nemohl svůj zármutek nad ztrátou milované matky vyjádřit. Jednoho dne objevil kus bambusové větve s dírkou, přiložil ji k ústům a foukl. Nástroj začal vydávat hluboký tón. Chlapec si pomyslel, že pokud jeden otvor může vydávat takový zvuk, co by se stalo, kdyby těch otvorů vytvořil více? Do větve vyřezal několik dalších, od sebe stejně vzdálených otvorů, díky kterým se poté z trubky linula melodická hudba. Chlapec začal na nástroj hrát, a tak konečně mohl vyjádřit svůj smutek ze smrti své matky.

## Užití pa-wu
Lidé hrají na tento nástroj sólo, nebo v doprovodu dalších hudebních nástrojů. Lidé z etnické menšiny Ivoů, žijící na jižním břehu Žluté řeky, většinou hru na pa-wu doplňují dalšími hudebními nástroji jako san-sien (strunový nástroj) nebo jüe-čchin (strunový nástroj), které jsou dále doprovázeny tradičními tanci a písněmi. Zvláště mladí svobodní muži z této etnické menšiny často používají hru na pa-wu k vyjádření lásky.